# Yoro
Yoro é um departamento nas Honduras.
Suas principais cidades são: El Progreso, Olanchito, Yoro, Santa Rita, El Negrito e Morazán.

Municípios
1. Arenal
2. El Negrito
3. El Progreso
4. Jocón
5. Morazán
6. Olanchito
7. Santa Rita
8. Sulaco (Yoro)
9. Victoria
10. Yorito
11. Yoro